# ヴォーカルアカデミーオブ東京
VOAT／ヴォーカルアカデミーオブ東京 (英: Vocal Academy of Tokyo) は、株式会社ヴォートが運営する日本の音楽スクール。東京本校・原宿校・新宿校・名古屋校・福岡校の5校からなる主にヴォーカリスト系のアーティストを育成する機関。

## 出身アーティスト
- 今市隆二(三代目J Soul Brothers)
- YUKA(moumoon)
- May'n
- 光岡昌美
- 片平里菜
- ZAQ
- 藤原さくら
- 戸渡陽太
- 中元みずき
- 山添みなみ（IRONBUNNY、元FAREWELL, MY L.u.v）

## 出身俳優
- 磯村洋祐

## オーディション

### ショーケースオーディション
ショーケースオーディション（SHOW CASE OF VOAT）は、毎年2月に開催される同校最大規模の公開オーディション。レコード会社始め音楽関連企業30数社の前で、系列各校より選抜された10数名が審査される。このオーディションを機にデビュー・育成契約などの足がかりとなることが同校の特色でもある。

### 校内特別オーディション
毎月、各校個別にレコード会社始め音楽関連企業の担当者を招いてオーディションを行っている。ここからデビューや育成契約などにつなぐことも可能である。